# Decl
Kirył Aleksandrowicz Tołmacki, ros. Кирилл Александрович Толмацкий (ur. 22 lipca 1983 w Moskwie, zm. 3 lutego 2019 w Iżewsku) – rosyjski wykonawca muzyki hip-hop, reggae i dancehall, występujący pod pseudonimami Decl (ros. Децл, w j. angielskim transliterowany jako Detsl) i Le Truk.

## Życiorys

### Rodzina i edukacja

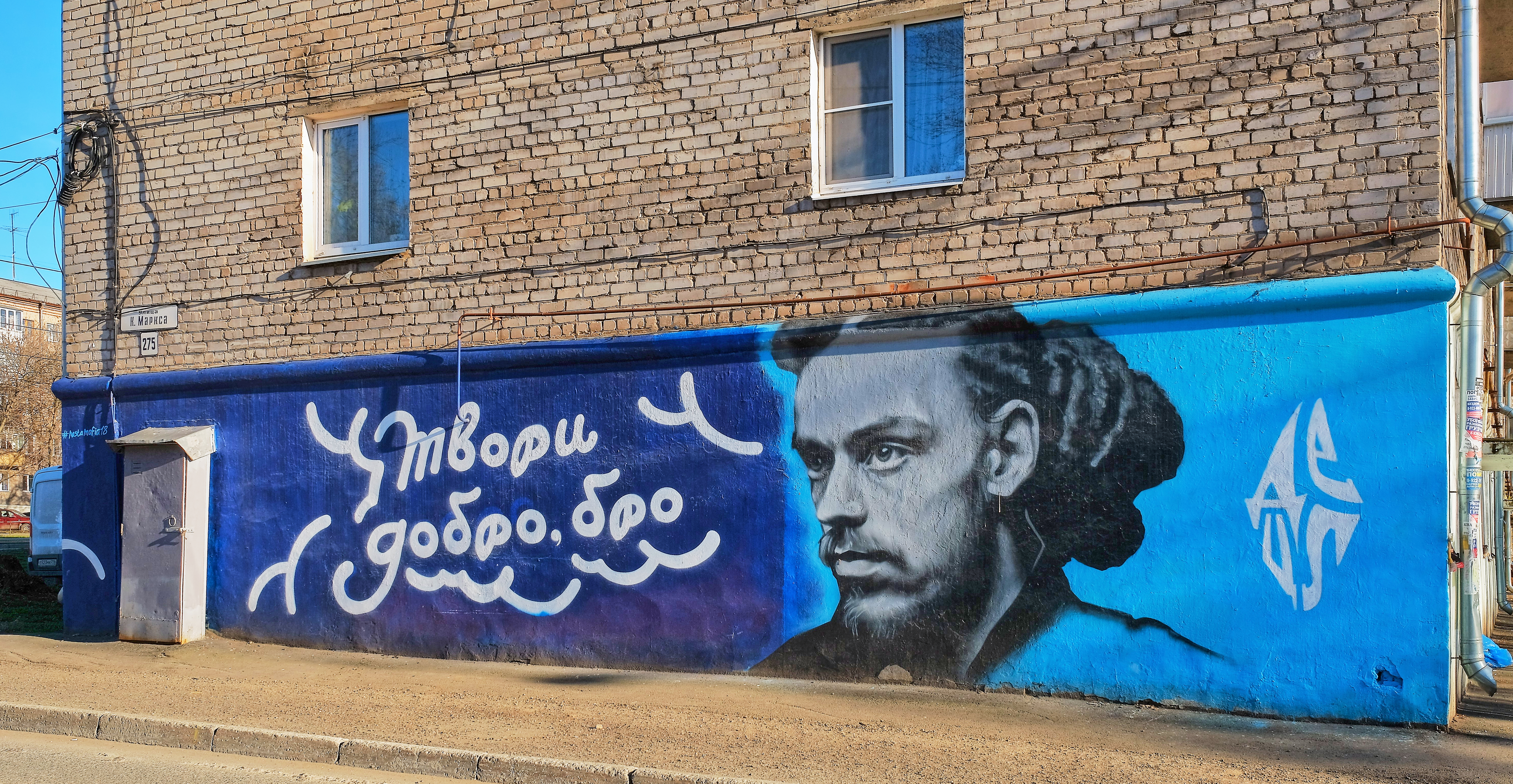
Mural w Iżewsku poświęcony pamięci artysty

Był synem Aleksandra Jakowlewicza i Iriny Anatoliewny Tołmackich. Jego ojciec był znanym producentem muzycznym. W wieku 12 lat Kirył Tołmacki został wysłany do szwajcarskiej szkoły z internatem. Tam po raz pierwszy zetknął się z kulturą hip-hopu. Wtedy też zapuścił charakterystyczne dla jego wizerunku dredy. W 1994 roku powrócił do Moskwy, gdzie uczęszczał do Brytyjskiej Szkoły Międzynarodowej (British International School). W wieku 17 lat, na skutek konfliktu z ojcem, wyprowadził się z rodzinnego domu. Przyczyny ich sporu nie są dokładnie znane. W późniejszych latach Kirył nie komentował swoich relacji z ojcem. Nie bez znaczenia miał fakt, że w 2000 roku Aleksander porzucił rodzinę na rzecz poznanej w nocnym klubie Anny, będącej rówieśniczką Kiryła. Z nową partnerką miał później dwoje dzieci. Według Iriny Tołmackiej, Aleksander traktował syna jako projekt muzyczny. Ten z kolei miał do syna żal o to, że w wieku 17 lat zaczął uprawiać marihuanę. Ojciec i syn do końca życia pozostawali w konflikcie. Kirył nie utrzymywał kontaktu ze swoim przyrodnim rodzeństwem, zaś Aleksander widział swojego wnuka tylko kilka razy w życiu

### Kariera muzyczna

#### 1997-1999: Początki
W wieku 14 lat po raz pierwszy wystąpił w teledysku pt. Tears, wyprodukowanym przez jego ojca. Utwór zdobył bardzo dużą popularność w Rosji. Po raz pierwszy występował na żywo podczas Adidas StreetBall Challenge w Moskwie w 1999 roku. Wykonał wówczas utwór „Piątek” (ros. Пятница). Przyjął pseudonim Decl, który w języku rosyjskim oznacza: mało, krucho, niedużo.

#### 1999-2001:Кто? ТыiУличный Боец
W 2000 r. zadebiutował nielegalem pt. Kto Ty? (Кто ? Ты). Płyta sprzedała się w nakładzie ponad miliona egzemplarzy. Jeśli liczyć kopie pirackie, to jej sprzedaż szacuje się nawet na ponad 10 milionów. Album otrzymał nagrodę Records w kategorii Debiut Roku. Płyta przyniosła artyście dużą popularność w Rosji. Decl stał się idolem rosyjskiej młodzieży. Sprzedawano gadżety z jego wizerunkiem, a jego fani zapuszczali na jego wzór dredy. Decl pojawiał się na okładkach magazynów muzycznych, występował w reality show i programach muzycznych. W tym samym roku wystąpił w reklamie Pepsi. W kolejnym roku wydał swój drugi album pt. Уличный Боец, który powtórzył sukces pierwszej płyty. Album uzyskał nagrody Muz-TV, Unesco, tytuł przeboju Stopudovy i nagrodę rosyjskiej publiczności MTV Video Music Awards. Autorem tekstów do jego dwóch pierwszych płyt był Master Szeff (Мастер Шеff). W latach 2000–2001 Decl był członkiem współtworzonej przez Master Szeffa hip-hopowej grupy Bad Balance (ros. Bad B. Альянс). 

#### 2001-2008:Detsl Aka Le Truk
W 2001 roku zdecydował o zakończeniu współpracy z Master Szeffem. Chciał, żeby jego utwory były bardziej osobiste. Sam zaczął pisać teksty do swoich piosenek. Od tej pory zaczął coraz więcej czerpać z muzyki reggae. Efektem poszukiwań była trzecia płyta pt. Detsl Aka Le Truk, która ukazała się w 2004 roku. Nazwa nawiązywała do jego nowego pseudonimu scenicznego. Po raz pierwszy Decl wystąpił na niej też jako inżynier dźwięku. Album promowały teledyski do trzech utworów: Traveler, Legalize i God is. Zdobyły one dużą popularność w rosyjskim MTV, jednak klip do utworu Legalize został później zakazany z uwagi na promowanie w nim legalizacji marihuany.
W tym czasie prowadził własny program w nowo powstałym radiu Next FM, pierwszej stacji w Rosji poświęconej muzyce hip-hop. Twórcą radia był ojciec artysty, Aleksander Tołmacki. Radio nie funkcjonowało długo. Wkrótce doszło też do kolejnego sporu z ojcem, tym razem o prawa do pseudonimu Decl. 

#### 2008-2014:MosVegas 2012iЗдесь И Сейчас
Kolejne lata przyniosły spadek popularności artysty. Czwarty album Decl'a pt. MosVegas 2012 ukazał się 4 stycznia 2008 roku. W 2010 r. ukazała się płyta pt. Tu i Teraz (Здесь И Сейчас). W tym samym roku został stałym członkiem jury festiwalu muzyki hip-hop Bitwa o stolicę. 

#### 2014:Dancehall ManiaiMXXXIII (10:33)
Począwszy od 2014 roku używał wyłącznie połączonych pseudonimów Decl Aka Le Truk. W 2014 r. wydał dwa nowe albumy. Jako pierwsza, ukazała się w marcu płyta Dancehall Mania, poświęcona muzyce reggae i dancehall. Występują na niej muzycy z Jamajki, a utwory śpiewane są m.in. w języku patois. Płyta zdobyła dużą popularność na Jamajce, ojczyźnie reggae i dancehall. We wrześniu ukazał się album pt. MXXXIII (10:33), poświęcony muzyce hip-hop i jego podgatunkom. Gościnnie wystąpili tu muzycy m.in. ze Stanów Zjednoczonych i Japonii, a utwory śpiewane są w kilku językach.

#### 2014-2019:Favela Funk,μετεμψύχωσις,AcousticiНеважно Кто Там У Руля
W 2016 r. Decl odwiedził Brazylię, czego efektem było wydanie singla Favela Funk. W 2017 r. ukazał się MiniAlbum o tytule Reinkarnacja (gr. μετεμψύχωσις). W 2018 r. wystąpił razem z Animal Jazz, Benderem i DJ Wormem na albumie Acoustic. W tym samym roku ukazała się ostatnia solowa produkcja artysty o tytule Неважно Кто Там У Руля.
W czerwcu 2017 r. wygrał proces o zniesławienie przeciwko raperowi Wasilijowi Vakulenko. 350 tysięcy rubli z uzyskanej rekompensaty przekazał na cele charytatywne.

### Śmierć
Zmarł 3 lutego 2019 roku w Iżewsku, wkrótce po swoim koncercie. Przyczyną śmierci był nagły atak serca. Przedstawiciele artysty zaprzeczali, jakoby do jego śmierci miały się przyczynić narkotyki lub alkohol. W ostatnich latach Decl prowadził zdrowy tryb życia. Wokół śmierci Decla zawiązują się teorie spiskowe. Artysta kilkukrotnie mówił o możliwości upozorowania własnej śmierci, i to dokładnie w wieku 35 lat. Pochowany na Cmentarzu Piatnickim w Moskwie.

## Poglądy
Od samego początku swojej kariery, Decl stawiał pytania o kondycję współczesnego społeczeństwa i jego wartości. Poruszał tematy polityczne. Prawie cała jego kariera przypada na okres sprawowania władzy przez Władimira Putina. Deklarował się jako anarchista. Poddawał krytyce rosyjskie środowisko muzyczne. Był zwolennikiem legalizacji marihuany. W jednym z wywiadów skrytykował Wikipedię za nieweryfikowanie pojawiających się na niej fałszywych informacji.

## Życie prywatne
Był związany z modelką Julią Kiselevą. Para bardzo długo nie legalizowała swojego związku. Mieli syna, Anatolija (ur. 17 czerwca 2005). Małżeństwo dużo podróżowało. Decl znał języki jamajski, angielski, hiszpański i francuski.

## Dyskografia

### Albumy
- Kto Ty? (Кто ? Ты) (2000, Miks Media)
- Уличный Боец (2001, Media Star)
- Detsl Aka Le Truk (2004, Universal Music Russia)
- MosVegas 2012 (2008, Not One Label)
- Tu i Teraz (Здесь И Сейчас) (2010, Not One Label)
- MXXXIII (10:33) (2014, Rasta Mafia Production)
- Dancehall Mania (2014, Oil Painting)
- Reinkarnacja (μετεμψύχωσις) (2017, Rasta Mafia Production)
- Acoustic (2018, Rasta Mafia Production), ft. Animal Jazz, Bender i DJ Worm
- Неважно Кто Там У Руля (2018, Rasta Mafia Production)[1]

### Single
- 10:33 (2014, Radio Rekord), ft. Al Bizzare
- Play On Repeat (2014, Not One Label), ft. Yall
- Пробки, стройка, грязь (2015, Rasta Mafia Production)
- Шкаф (2015, Rasta Mafia Production)
- Favela Funk (2016, Rasta Mafia Production)
- No Name, No Game (2017, Rasta Mafia Production)
- Favela Funk (Outselect Remix) (2017, Rasta Mafia Production)
- Новый Бэнгер (2018, Rasta Mafia Production), ft. Oligarkh[1]

### Kompilacje
- The Best 18 (2002, CD Land)
- Poetry Nights / Mosvegas / Dvd Live. Ikra (2008, Studia Part)
- Rap Propaganda (Рэп Пропаганда) (Gold Records)[1]